# Мишина Пенома
Мишина Пенома — река в России, протекает по Павинскому району Костромской области и Никольском районе Вологодской области. Устье реки находится в 31 км от устья Пеномы по правому берегу. Длина реки составляет 14 км. В 1,5 км от устья по правому берегу впадает река Исаровка.
Мишина Пенома берёт начало в лесах близ границы Костромской и Вологодской областей в 23 км к северо-востоку от посёлка Павино. Течёт по ненаселённому лесу, генеральное направление течения — северо-восток, крупнейший приток — Исаровка (правый). Впадает в Пеному, которая выше устья Мишиной Пеномы называется Правая Пенома, в 50 км к юго-востоку от Никольска.

## Данные водного реестра
По данным государственного водного реестра России относится к Верхневолжскому бассейновому округу, водохозяйственный участок реки — Ветлуга от истока до города Ветлуга, речной подбассейн реки — Волга от впадения Оки до Куйбышевского водохранилища (без бассейна Суры). Речной бассейн реки — (Верхняя) Волга до Куйбышевского водохранилища (без бассейна Оки).
Код объекта в государственном водном реестре — 08010400112110000041028.